# 暗闇の中の希望
「暗闇の中の希望」（くらやみのなかのきぼう、原題 : "The Tsuranga Conundrum"）は、イギリスのSFドラマ『ドクター・フー』の第11シリーズ第5話。脚本はエグゼクティブ・プロデューサーのクリス・チブナルが、監督はジェニファー・ペロットが担当し、2018年11月4日に BBC One で初放送された。
本作ではタイムトラベラーの異星人13代目ドクター（演：ジョディ・ウィテカー）と人間の友人グレアム・オブライエン（演：ブラッドリー・ウォルシュ）とその孫ライアン・シンクレア（演：トシン・コール）とその幼馴染ヤズミン・カーン（演：マンディップ・ギル）がソニック爆弾の爆発で負傷し、医療船に救助される。船内にはあらゆる物体を捕食するプティンと呼ばれる貪欲な生物がおり、彼らは船が破壊される危機に見舞われる。
視聴者数は776万人で、批評家のレビューは賛否両論であった。

## 製作

### 開発
プティンという生物はシリーズ開発の初期段階で勤務していた脚本家ティム・プライスが考案・命名した。チブナルと "Doctor Who Magazine" のマーカス・ハーンはプティンという名称について「素晴らしくそして尋常ではない」と評価した。

### 配役
「新生ドクター、地球に落ちる」の放送後、ブレット・ゴールドスタイン、ルイス・チミンバ、ベン・ベイリー・スミスが第11シリーズにゲスト出演することが明かされた。彼らは本作で順にアストス、マブリ、ダーカス・シセロ役を演じた。この他にはスザンヌ・パッカーもイヴ・シセロ役、デイヴィッド・シールズがロナン役、ジャック・シャルーがヨス役で出演した。

### 撮影
撮影のための助力を得るため、製作スタッフはオーストラリア人監督のジェニファー・ペロットを訪ね、「暗闇の中の希望」の監督を依頼した。

## 放送と反応
| 専門評論家によるレビュー           | 専門評論家によるレビュー |
| レビュー・スコア                   | レビュー・スコア         |
| 出典                               | 評価                     |
| ---------------------------------- | ------------------------ |
| エンターテインメント・ウィークリー | B-                       |
| デイリー・ミラー                   | [ 5 ]                    |
| ラジオ・タイムズ                   | [ 6 ]                    |
| The A.V. Club                      | B                        |
| インデペンデント                   | [ 8 ]                    |
| TV Fanatic                         | [ 9 ]                    |

「暗闇の中の希望」のリアルタイム視聴者数は612万人、番組視聴占拠率は29.5%を記録した。これはその晩における全チャンネルの番組で第2位、週で第6位となる記録であった。Audience Appreciation Index のスコアは79であった。タイムシフト視聴者を加算すると合計の視聴者数は776万人に及び、その週の全チャンネルの番組で第6位となった。
日本では2019年3月8日からHuluで字幕版・吹替版共に配信が開始された。